# Aitsdzorskiy Khrebet
Aitsdzorskiy Khrebet (armeniska: Vayk’i Lerrnashght’a, azerbajdzjanska: Dərələyəz Silsiləsi) är en bergskedja i Azerbajdzjan. Den ligger i den sydvästra delen av landet, 400 kilometer väster om huvudstaden Baku.
Trakten runt Aitsdzorskiy Khrebet består i huvudsak av gräsmarker. Runt Aitsdzorskiy Khrebet är det ganska glesbefolkat, med 27 invånare per kvadratkilometer.